# Víctor Cordero Aurrecoechea
Víctor Cordero Aurrecoechea fue un compositor mexicano, nació en el Distrito Federal el 10 de octubre de 1914, en el populoso barrio de Peralvillo, en tiempos de la Revolución Mexicana y falleció en la Ciudad de México el 7 de diciembre de 1983. 
Es el tercer hijo de cuatro hermanos, Hijo de la Señora Doña Rosario Aurrecoechea Jiménez, originaria de Taxco, Guerrero.
A los cinco años de edad, una enfermedad lo tuvo por dos largos meses al borde de la tumba.
Víctor Cordero es hermano del actor Joaquín Cordero y padre del actor y músico José Luis Cordero, "Pocholo".

## Vivencias durante la Revolución
A los siete años, su mamá lo regañó porque se salió a la calle para ver pasar a los villistas, al sentirse incomprendido, tomó la resolución de abandonar su hogar, ya que había oído decir: “que los que andaban con Villa no se morían de hambre, ni les faltaban caballo y rifle”. Se escapó y fue a dar hasta la estación del ferrocarril, donde para su gran sorpresa, vio de cerca al General Francisco Villa. Sin detenerse para nada se le acercó y le dijo: “Usted es el señor que ando buscando.” “¿A mí? –respondió el General Villa-, “¿Y para qué me quieres, muchachito?” “Pues para que me dé mi caballo y mi rifle, porque quiero irme con usted a la revolución”. Se escuchó una sonora carcajada del famoso guerrillero, en el preciso momento en que lo andaba buscando su tía Teresita.
Sus vivencias en la Revolución fueron, sin duda alguna, un factor muy importante en su vida como compositor, sin embargo, durante su infancia ya había compuesto muchas canciones inspirado en revistas o simplemente en lo que se le venía a la mente. Con el tiempo, su capacidad de componer fue tomando una dimensión, a tal grado, que le era muy fácil escribir una canción de cualquier tema y en cualquier momento. 

## Trayectoria
El repertorio de sus primeras canciones lo formaron: Mares lejanos, Carnaval, Rebeca, Vestido de seda, Yo he soñado, Poeta de arrabal, Sueño de juventud, Si solamente, Jardín, Primavera, Yo te daré mi amor, Mariposa, Canción de luz, El ciego, Ventanita triste, Qué te importa, Vals violetas, Bienvenida, Señor Juez, Tu boca es mi ilusión, Nueve años de prisión, La fuentecita, Cuento oriental, Herida, Corazón muerto, Tu rostro encantador, Oye Yola, Qué difícil es querer, La canción de la tarde, Cuando mi alma, Traición, Sol ardiente, La muerte del sol y muchas más.
Los cuadros que vivo en carne propia durante la Revolución le sirvieron para inspirarse y escribir corridos, muchos de ellos basados en hechos y personajes reales, otros son solamente un producto más de su imaginación.

### Corridos
Juan Charrasqueado, Gabino Barrera, El ojo de vidrio, Juan Guerrero, Los combates de Celaya, Traiciones políticas, La Silla Presidencial, La pobre de Caritina, Hazañas de Pancho Villa, Ahí viene Maclovio Herrera, Contra el destino ninguno, Corrido de los 20 centavos, Corrido de Jesús Guajardo, Corrido de Querétaro, Corrido del cirgüelo, Corrido de Luis Vázquez, Corrido de Santa, El derecho agrario, El indio y el español, Justicia ranchera, Domingo Corrales, El pata rajada, Corrido de Jesús Cristerna, La mula bronca, La virgen de barro, Corrido de Rafael Buelna, La toma de Agua Prieta, Corrido al Che Guevara, Corrido de Lázaro Cárdenas, Corrido de Elvis Presley, etcétera, son unos cuantos de sus más de setecientos corridos.
También incursionó en los géneros: ranchero, bolero, huapango, tropical, chotís, vals, polka, cumbia, paso doble, danzón, tango, pasillo, chacha-chá, jocoso, moruno, danza, go-gó, y los estilos colombiano, francés, español, italiano y autóctono. Ejemplo de ello son: Mi casita de paja, Golondrina de ojos negros, El puente roto, Dos hojas sin rumbo, Traición a Juan, El loco, Con las manos vacías, Mi última carta, Ni tú ni yo, La paseada, Amorcito norteño, Besos y copas, Besos callejeros, Cuatro velas, Flor del río, Golondrina sin nido, Golondrina aventurera, Flor triste, Nada ganó con quererte, Mi ranchito abandonado, Paloma consentida, Noche de angustia, Un domingo en Ixtlahuaca, La milpa, Con los Charros en Madrid, Jardín oriental, Fiestas del centenario, Martiana, Falso Amor, Vals azul y otros.
Con la influencia del Rock and Roll y precisamente en los 60´s, época de pelo largo y el signo con la mano de Amor y Paz, nunca imaginó que incursionaría en el nuevo estilo de componer, surgiendo así la peculiaridad del “corrido in” o corrido moderno para la juventud rebelde, inspirando en los hechos que prevalecían en la sociedad de la época y al ritmo del cuarteto más grande de todos los tiempos: Los Beatles.
Producto de esa inspiración fueron canciones como: Chamaca sin medias, Chamaco drogado, Suéter de telaraña, El elevador, Flor de California, La falda roja, Sombrerito verde, Tendedero poca ropa, Traición a Felipa, etcétera.

#### Otros intérpretes
Su música ha brillado en las voces de estrellas como: Jorge Negrete, Pedro Infante, Javier Solís, Pedro Vargas, Ignacio López Tarso, Luis Pérez Meza, Francisco Charro Avitia, Antonio Aguilar, Juan y David Záizar, José Alfredo Jiménez, Vicente Fernández, José Feliciano, Lola Beltrán, Lucha Villa, Irma Serrano, Chavela Vargas, Yolanda del Río, Chayito Valdez, Las Hermanas Huerta, Dueto Miseria, Los Dos Reales, Los Alegres de Terán, Los Broncos de Reynosa, Los Juniors, Los Pasteles Verdes, Las hermanas Padilla, Cornelio Reyna, Los Tigres del Norte, La Banda el Recodo de don Cruz Lizárraga, y muchos más.

## Muerte
El 14 de febrero de 2008, se llevó a cabo la develación del busto en bronce del Mtro. Víctor Cordero Aurrecoechea, en la Plaza de los Compositores Mexicanos, como reconocimiento a su obra y trayectoria.
El maestro Víctor Cordero falleció en la Ciudad de México el 7 de diciembre de 1983. Su obra ha trascendido el tiempo y las fronteras, y muchos intérpretes contemporáneos las han incluido en sus repertorios: Julio Preciado y su Banda Perla del Pacífico, Pepe Aguilar, Ana Gabriel, Alejandro Fernández, Guadalupe Pineda, Mazz, Paquita la del Barrio, K-Paz de la Sierra, Horóscopos de Durango, La Castañeda, Patrulla 81, entre otros.

## Canciones
Sus canciones han sido utilizadas en más de 70 películas, entre las que destacan:
| Canción            | Película                        | Año de Producción | Director                                         |
| ------------------ | ------------------------------- | ----------------- | ------------------------------------------------ |
| Juan Charrasqueado | Juan Charrasqueado              | 1947              | Ernesto Cortázar                                 |
| El loco            | Rutilo el forastero             | 1962              | Miguel Morayta                                   |
| Gabino Barrera     | Gabino Barrera                  | 1964              | René Cardona Jr.                                 |
| Gabino Barrera     | La venganza de Gabino Barrera   | 1967              | René Cardona Jr.                                 |
| El ojo de vidrio   | El ojo de vidrio                | 1969              | René Cardona Jr.                                 |
| Besos callejeros   | El lugar sin límites (película) | 1978              | Arturo Ripstein                                  |
| Flor triste        | Cruz de olvido                  | 1981              | Felipe Gómez                                     |
| Gabino Barrera     | Viva México y sus corridos      | 1982              | Mario Hernández                                  |
| Domingo Corrales   | Domingo Corrales                | 1983              | Mario Hernández, Roberto Gabaldón y René Cardona |

## Reconocimientos
- 1962. Diploma por el décimo lugar con su canción Miguelito. Instituto Nacional de Bellas Artes.
- 1967. Medalla de Honor otorgada por Casa Madero, S.A., XEW por el Programa Así es mi tierra.
- 1967. Diploma por el éxito alcanzado en 1966 con su canción ranchera Flor del río. Promotora Hispano Americana de Música.
- 1972. Diploma por Primer lugar en el Primer Concurso del Corrido Mexicano. Sociedad de Autores y Compositores de México.
- 1972. Trofeo de Oro por las ventas de su canción Cómo pude perdonarla. Mundo Musical.
- 1972. Trofeo de Oro por las ventas de su canción Besos y copas. Mundo Musical.
- 1972. Medalla Agustín Lara en el 28 Congreso Mundial de Autores y Compositores. Sociedad de Autores y Compositores de México.
- 1977. Reconocimiento por sus relevantes cualidades artísticas demostradas a lo largo de su fecunda vida dedicada a favorecer los valores musicales de nuestra patria. Delegación Benito Juárez.
- 1981. Participación en el 3er. Festival de la Canción Ranchera. Televisa, S.A.
- 1989. Mención Honorífica por su aportación a la historia musical de México a través de su relevante obra que se ha proyectado al mundo. Promotora Hispano Americana de Música y Editorial Mexicana de Música Internacional, S.A.
- 1991. Reconocimiento por su extraordinaria labor como compositor. EMI musical.
- 2000. Latin Award. Canción latina más ejecutada en los Estados Unidos. BMI.